# Robert Pache
Robert Pache (Morges, 26 de setembro de 1897 - 31 de dezembro de 1974) foi um futebolista e treinador suíço, medalhista olímpico.
Robert Pache  competiu nos Jogos Olímpicos de Verão de 1924, ele ganhou a medalha de prata como membro da Seleção Suíça.

## Ligações Externas
- Perfil Olímpico